# Brahima Kamara
Brahima Kamara (17 marzo 1966) è un ex calciatore ivoriano, di ruolo difensore.

## Carriera

### Club
Ha sempre giocato nel campionato ivoriano.

### Nazionale
Con la maglia della Nazionale ha collezionato 20 presenze.